# Ruprecht Hopfen
Ruprecht Hopfen, né le 19 août 1912 et mort le 4 avril 2001, est un ancien pilote de rallye allemand.

## Palmarès
- Champion d'Europe des rallyes, en 1957 sur Borgward et Saab 93;
- Champion d'Allemagne de Touring car en 1958;

## Victoires
- 1957: rallye adriatique (Saab 93 - copilote von Lösch).

(également 11e du rallye grec de l’Acropole auparavant la même année, sur Saab 93, avec Binkemer pour copilote)